# Amietia lubrica
Espèce
Synonymes
- Rana lubrica Pickersgill, 2007

Statut de conservation UICN

 DD  : Données insuffisantes
Amietia lubrica est une espèce d'amphibiens de la famille des Pyxicephalidae. Amphibian Species of the World considère cette espèce comme synonyme de Amietia nutti (Boulenger, 1896).

## Répartition
Cette espèce est endémique du centre de l'Afrique. Elle se rencontre entre 1 220 et 1 799 m d'altitude :
- dans le sud-ouest de l'Ouganda ;
- dans le Nord-Ouest du Rwanda.

## Publication originale
- Pickersgill, 2007 : Frog Search. Results of Expeditions to Southern and Eastern Africa from 1993-1999. Frankfurt Contributions to Natural History, vol. 28, p. 1-575.